# 中东铁路管理局副局长官邸旧址
中东铁路管理局副局长官邸旧址是黑龙江省哈尔滨市的一座历史建筑，位于南岗区联发街64号。

## 历史
中东铁路管理局副局长官邸由俄国人建于1900年。2007年9月30日，成为哈尔滨市文物保护单位。